# Vinilene
Il vinilene, nome sistematico 1,2-etendiile, è un gruppo funzionale bivalente derivante dall'etilene privato di due atomi di idrogeno, uno da un carbonio e uno dall'altro, avente formula di struttura −CH=CH−. Da non confondere con l'altro gruppo bivalente, il vinilidene, anch'esso derivante dall'etilene, ma sottraendo i due atomi di idrogeno dallo stesso atomo di carbonio, avente formula di struttura =C=CH2.
Il nome di questo gruppo, derivante da quello del vinile, risponde a un'usanza della nomenclatura tradizionale secondo la quale il nome di un gruppo idrocarburico bivalente deriva dal corrispondente gruppo monovalente (ad esempio, da un gruppo alchilico, alchenilico, arilico, etc.) con l'aggiunta del suffisso -ene al nome privato della -e finale: metil-e   →   metilene (>CH2), vinil-e   →   vinilene (−CH=CH−).
Come nell'etilene da cui deriva, e analogamente al vinile, gli atomi di carbonio con i quali il vinilene si lega sono ibridati sp2.

## Stereochimica, conseguenze ed esempi
In molecole che contengono il gruppo vinilene, questo potrebbe essere connesso in cis (cis-dicloroetilene, acido maleico, vinilen carbonato) o in trans (trans-dicloroetilene, acido fumarico, trans-stilbene). Questo tipo di connessioni può anche essere deciso dalle condizioni di reazione: la polimerizzazione dell'acetilene, a seconda delle condizioni, può portare al cis-poliacetilene, contenente vinileni tutti connessi in cis, o a quello trans, con vinileni tutti connessi in trans (più stabile).

### Polarità
Questa differenza nella geometria delle connessioni comporta differenze nella polarità e quindi anche nel momento dipolare delle molecole risultanti. Ad esempio, una molecola formata da un vinilene recante due gruppi uguali connessi in cis potrà avere una certa polarità, mentre sarà apolare nel caso di connessione trans, come si può vedere nel confronto tra il cis-1,2-difluoroetene (μ = 2,42 D) e il trans-1,2-difluoroetene (μ = 0).

### Possibilità di ciclizzazione
Inoltre, la connessione cis favorisce possibili reazioni di ciclizzazione, ad esempio la formazione dell'anidride maleica (un ciclo a 5 termini) dall'acido maleico, mentre l'acido fumarico (l'isomero trans) non forma una sua anidride.

### Stereoselettività dei meccanismi di reazione
Molti comuni dienofili sono costituiti da un vinilene connesso a due gruppi elettron attrattori e nella loro reazione con i dieni coniugati (reazione di Diels-Alder) il meccanismo di reazione prevede uno stato di transizione ciclico, implicando in tal modo un'interazione cis tra il vinilene del dienofilo e il diene coniugato.